# Stevanovac
Stevanovac (en serbe cyrillique : Стевановац) est un village du nord-est du Monténégro, dans la municipalité de Mojkovac.

## Démographie

### Évolution historique de la population
| 1948 | 1953 | 1961 | 1971 | 1981 | 1991 | 2003 |
| ---- | ---- | ---- | ---- | ---- | ---- | ---- |
| 414  | 410  | 403  | 410  | 342  | 296  | 230  |